# 中华人民共和国戒严法
《中华人民共和国戒严法》，是中华人民共和国关于戒严制度制定的法律，1996年3月1日，由第八届全国人民代表大会常务委员会第十八次会议通过；同日由中华人民共和国主席令第61号公布。
《中华人民共和国戒严法》共有5章32条，规定中国全国或者个别省、自治区、直辖市的戒严，由国务院提请全国人民代表大会常务委员会决定；中华人民共和国主席根据全国人民代表大会常务委员会的决定，发布戒严令。